# Championnat de Tunisie masculin de handball 1972-1973
Navigation
Saison précédente Saison suivante
La saison 1972-1973 du championnat de Tunisie masculin de handball est la 18e édition de la compétition.
Le Club africain a renforcé ses rangs avec le recrutement des jeunes d'El Menzah Sport, Kamel Idir, Jihed Azaiez et Lotfi Baccar, en plus de Mohamed Abdelkhalek (venu d'EMM) et du gardien Habib Besbes (frère de Moncef Besbes qui est gardien de l'Espérance sportive de Tunis). Il tente de détrôner l'Espérance sportive de Tunis. La lutte est serrée mais l'Espérance sportive de Tunis garde son doublé championnat-coupe, avec quatre points d'avance sur son rival en championnat et deux buts d'écart en finale de la coupe contre le même adversaire. Elle n'a pas fait de recrutement pour cette saison mais a lancé des jeunes à l'instar de Khaled Achour, Habib Ben Younes, Faouzi Khiari, Othman Mâacha qui ont remplacé Abderrahman Hammou, Tahar Cheffi et Mohamed Ali Makni. 
La rétrogradation touche Al-Hilal, qui n'a pas pu garder ses meilleurs éléments, alors que l'avant-dernier, la Zitouna Sports, réussit à nouveau à se maintenir en remportant un match de barrage contre le dauphin de la deuxième division, la Sogitex Ben Arous.

## Clubs participants
| - Espérance sportive de Tunis - Club sportif de Hammam Lif - Association sportive des PTT - Club africain - Stade nabeulien - Association sportive d'Hammamet | - Zitouna Sports - Al-Hilal - Sporting Club de Moknine - Association sportive de handball de l'Ariana - Club olympique des transports - Widad Montfleury Diffusion |

## Compétition

### Classement
Le barème de points servant à établir le classement se décompose ainsi :
- Victoire : 3 points
- Match nul : 2 points
- Défaite : 1 point
- Forfait : 0 point

|    | Équipe                                       | Pts | J  | G  | N | P  | Bp  | Bc  | Diff |
| -- | -------------------------------------------- | --- | -- | -- | - | -- | --- | --- | ---- |
| 1  | Espérance sportive de Tunis (T, C)           | 62  | 22 | 20 | 0 | 2  | 364 | 219 | 145  |
| 2  | Club africain                                | 58  | 22 | 19 | 0 | 3  | 327 | 245 | 82   |
| 3  | Stade nabeulien                              | 50  | 22 | 12 | 4 | 6  | 256 | 243 | 13   |
| 4  | Sporting Club de Moknine                     | 46  | 22 | 12 | 0 | 10 | 272 | 271 | 1    |
| 5  | Widad Montfleury Diffusion                   | 43  | 22 | 9  | 3 | 10 | 240 | 251 | -11  |
| 6  | Association sportive des PTT                 | 42  | 22 | 9  | 2 | 11 | 326 | 320 | 6    |
| 7  | Club sportif de Hammam Lif                   | 41  | 22 | 6  | 5 | 11 | 257 | 275 | -18  |
| 8  | Association sportive de handball de l'Ariana | 41  | 22 | 6  | 5 | 11 | 257 | 275 | -18  |
| 9  | Club olympique des transports                | 39  | 22 | 7  | 3 | 12 | 300 | 326 | -26  |
| 10 | Association sportive d'Hammamet              | 39  | 22 | 7  | 3 | 12 | 252 | 288 | -36  |
| 11 | Zitouna Sports                               | 37  | 22 | 4  | 7 | 11 | 227 | 233 | -6   |
| 12 | Al-Hilal                                     | 30  | 22 | 3  | 2 | 17 | 266 | 346 | -80  |

|  | Champion de Tunisie 1972-1973                                                                |
|  | Relégation directe en deuxième division                                                      |
|  | (T) Tenant du titre (C) Vainqueur de la coupe de Tunisie (P) Club promu de deuxième division |

### Deuxième division
La Jeunesse sportive omranienne, qui vient de la troisième division et qui est entraînée par le gardien de but du Club africain, Moncef Oueslati, est la seule équipe à avoir réussi l'accession en division nationale. Les autres clubs de la division sont : 
- Étoile sportive du Sahel
- Club sportif des cheminots
- Club athlétique bizertin
- El Makarem de Mahdia
- Stade tunisien
- Sogitex Ben Arous
- El Baath sportif de Béni Khiar
- Association sportive militaire de Tunis
- Club sportif sfaxien
- Union sportive des transports de Sfax
- Union sportive monastirienne
- Avenir sportif de La Marsa
- Club sportif de Sakiet Ezzit

### Troisième division
En vue de constituer deux poules de division 2, Nord et Sud, les quatre champions de troisième division accèdent en division 2 :
- Club athlétique du gaz[1]
- Avenir sportif de Béja
- Jeunesse sportive de Chihia
- El Gawafel sportives de Gafsa

## Champion
- Espérance sportive de Tunis
  - Entraîneur : Saïd Amara
  - Effectif : Moncef Besbes, Khaled Boussâada et Abderraouf Ayed (GB), Mounir Jelili, Hamadi Zoghlami, Fawzi Sbabti, Khaled Achour, Habib Touati, Moncef Ben Othman, Naceur Jeljeli, Mohamed Soudani, Rachid Younsi, Abdelkrim Abbes, Habib Chemima, Fethi Jaafar, Othman Mâacha, Faouzi Khiari, Habib Ben Younes, Mohamed Galloum